# Bruno Delahaye
Bruno Delahaye est un réalisateur, scénariste, metteur en scène et directeur de casting français, né à Mont-de-Marsan dans les Landes.

## Biographie
Dès son plus jeune âge, Bruno est fasciné par le jeu d’acteur et souhaite devenir comédien. Son père l’incite cependant à faire des études. Attiré par les sciences, Bruno s’oriente vers la biologie, la bactériologie et se passionne pour les multivers.
En parallèle, Bruno suit les cours Simon et l'École supérieure d'études cinématographiques (ESEC). 

En 1989, il devient l’assistant de Margot Capelier et Marie-Christine Lafosse pour l'agence A’cappella pendant plus de trois ans. En 1994, il devient lui-même directeur de casting pour le cinéma. Treize ans plus tard, il rejoint le groupe Marathon Media puis intègre le groupe JLA (anciennement AB Productions), avec lequel il travaille régulièrement jusqu’à ce jour. 
En 2002, Il réalise son premier court-métrage, Coup double, avec Samy Naceri et Jo Prestia. La même année, Bruno se lance dans la réalisation de son premier long-métrage : Livraison à domicile avec Jeanne Savary, Thierry Frémont et Bruno Solo,.

## Filmographie

### Réalisateur
- 2002 : Coup double avec Jo Prestia et Samy Naceri
- 2003 : Livraison à domicile avec Bruno Solo et Thierry Frémont[3],[4]

### Scénariste
- 2002 : Coup double
- 2003 : Livraison à domicile
- 2022 : Karma

### Metteur en scène
- 2014 : Le Bal des pompiers de et avec Laurent Savard

### Directeur de casting
- 1994 : Killer Kid de Gilles de Maistre avec Tewfik Jallab
- 1994 : Frères : La Roulette rouge, d' Olivier Dahan avec Romain Duris, Saïd Taghmaoui et Samy Naceri
- 1995 : Raï de Thomas Gilou avec Samy Naceri, Léopard de bronze du meilleur comédien.
- 1996 : Salut cousin ! de Merzak Allouache avec Gad Elmaleh, Quinzaine des réalisateurs à Cannes
- 1998 : Cantique de la racaille de Vincent Ravalec avec Yvan Attal
- 1999 : Toni de Philomène Esposito avec Alessandro Gassman et Béatrice Dalle
- 1999 : Chili cone carne de Thomas Gilou avec Valentina Vargas et Gilbert Melki
- 2001 : Loin d'André Téchiné avec Stéphane Rideau et Lubna Azabal[5]
- 2001 : Chaos de Coline Serreau avec Rachida Brakni, Vincent Lindon et Catherine Frot, César du meilleur espoir féminin
- 2005 : Dalida de Joyce Buñuel avec Sabrina Ferilli, Michel Jonasz et Charles Berling et Christophe Lambert
- 2005 : Quelques jours en avril de Raoul Peck avec Noah Emmerich, Prix du meilleur film à l’international.
- 2006 : Odette Toulemonde de Éric-Emmanuel Schmitt avec Albert Dupontel, Catherine Frot et Jacques Weber, Nomination aux Césars.
- 2006-2023 : série Camping Paradis, série humoristique de Michel Alexandre avec Laurent  Ournacet Thierry Heckendorn[6]
- 2009-2021 : série Commissaire Magellan, série policière de Laurent Mondy avec Jacques Spiesser et Selma Kouchy[7]

- 2015 : Meurtres à La Rochelle d'Etienne Dhaene avec Philippe Caroit et Dounia Coesens
- 2016-2017 : série La Vengeance aux yeux clairs de David Morley avec Bernard Yerlès et Claire Borotra
- 2016-2017 : série Munch (les saisons 1 et 2) de Nicolas Guicheteau avec Isabelle Nanty et Lucien Jean-Baptiste
- 2017 : Le Prix de la loyauté de Grégory Ecale avec Mimie Mathy et Mathieu Delarive
- 2021 : Si on chantait de Fabrice Maruca avec Jérémy Lopez et Clovis Cornillac
- 2022-2023 : série Simon Coleman de Nicolas Copin et Sandra Perrin avec Jean-Michel Tinivelli
- 2023 : série En famille (Prime) de Maxime Potherat avec Jeanne Savary et Yves Pignot.